# Fungai Mwarowa
    Fungai Mwarowa es un escultor de Zimbabue, nacido el 2 de agosto de 1963 en Chimanimani.

## Datos biográficos
Nacido en el Hospital de la Misión Biriwiri en Chimanimani , Mwarowa era el hijo de un fontanero . Completó sus estudios obligatorios en 1987. En 1990 comenzó a esculpir, ayudando a Joram Mariga; pasó cinco años aprendiendo el oficio, trabajando con algunas de las piedras locales más duras. En 1995 se convirtió en artista residente en el Parque de Esculturas Chapungu, donde todavía trabaja.